# Liste der Kulturgüter in Warth-Weiningen
Die Liste der Kulturgüter in Warth-Weiningen enthält alle Objekte in der Gemeinde Warth-Weiningen im Kanton Thurgau, die gemäss der Haager Konvention zum Schutz von Kulturgut bei bewaffneten Konflikten, dem Bundesgesetz vom 20. Juni 2014 über den Schutz der Kulturgüter bei bewaffneten Konflikten sowie der Verordnung vom 29. Oktober 2014 über den Schutz der Kulturgüter bei bewaffneten Konflikten unter Schutz stehen.
Objekte der Kategorien A und B sind vollständig in der Liste enthalten, Objekte der Kategorie C fehlen zurzeit (Stand: 1. Januar 2023).

## Kulturgüter
| Foto |                                                                            | Objekt                                                                             | Kat. | Typ | Standort                                        | Beschreibung |
| ---- | -------------------------------------------------------------------------- | ---------------------------------------------------------------------------------- | ---- | --- | ----------------------------------------------- | ------------ |
| ja   | Datei hochladen · Wikidata zu Ehemalige Kartause Ittingen (Q1734525)       | Ehemalige Kartause Ittingen KGS-Nr.: 05199                                         | A    | G   | Warth, Kartause Ittingen 1.5-11 707460 / 271301 |              |
| ja   | Datei hochladen · Wikidata zu Kunstmuseum des Kantons Thurgau (Q1792557)   | Kunstmuseum des Kantons Thurgau in der ehemaligen Kartause Ittingen KGS-Nr.: 08467 | A    | S   | Warth, Kartause Ittingen 1.6 707443 / 271294    |              |
| ja   | Datei hochladen · Wikidata zu Wohnhaus Geiges (Q29883504)                  | Wohnhaus Geiges KGS-Nr.: 05200                                                     | B    | G   | Warth, Im Adli 6 708097 / 271400                |              |
| ja   | Datei hochladen · Wikidata zu Katholische Kirche St. Martin (Q29883501)    | Katholische Kirche St. Martin KGS-Nr.: 05201                                       | B    | G   | Warth, Kirchgasse 25 707689 / 271448            |              |
| ja   | Datei hochladen · Wikidata zu Reformierte Kapelle St. Nikolaus (Q29883502) | Reformierte Kapelle St. Nikolaus KGS-Nr.: 05210                                    | B    | G   | Weiningen, Kirchweg 2.1 709264 / 271886         |              |